# Twinnia tatrensis
Twinnia tatrensis är en tvåvingeart som beskrevs av Gottfried Novak 1959. Twinnia tatrensis ingår i släktet Twinnia och familjen knott. Inga underarter finns listade i Catalogue of Life.